# واحدهای اندازه‌گیری ژاپنی
واحدهای اندازه‌گیری ژاپنی (به ژاپنی: 尺貫法 shaku–kan system)) یکی از واحدها در سامانه‌های اندازه‌گیری است که توسط مردم در مجمع‌الجزایر ژاپن استفاده می‌شود. این واحد اندازه‌گیری تا حد زیادی بر پایه واحدهای اندازه‌گیری چینی قرار دارد.